# Isabellapolder benoorden Aardenburg
De Isabellapolder benoorden Aardenburg is een polder ten noorden van Aardenburg, behorend tot de polders rond Aardenburg.
De polder maakte oorspronkelijk deel uit van Beooster Eede, doch kwam door de inundatie van 1583 onder water te staan. Gedeeltelijke herdijking volgde in 1615, maar na de afloop van het Twaalfjarig Bestand, in 1621, werd ze opnieuw geïnundeerd. In 1649 werd de polder definitief herdijkt. Ze is met 1.043 ha een van de grotere polders in Zeeuws-Vlaanderen en is vernoemd naar Isabella van Spanje, landvoogdes der Zuidelijke Nederlanden.
De polder omvat de buurtschap Draaibrug en het kreekrestant Bonte Kof, een zijarm van de Passageule. Tot de hoeven in de polder behoren Spelinghoeve, Rusthoeve, Buitenlust, Wilgenhof en Magdalenahoeve.
De polder wordt begrensd door de Wallen van Aardenburg, de Draaibrugse Weg, de Oosthavendijk, de Isabellapolder, de Diomedeweg, de Margarethaweg, de Isabelladijk en de Sint-Pietersdijk.